# Genoveva de París
Genoveva (Sainte Geneviève) (Nanterre, ca. 419/422 - París 502/512), en llatí Sancta Genovefa (del germànic keno (raça) i wefa (esposa)), va ser una dona cristiana venerada com a santa a les esglésies catòlica i ortodoxa i com a santa patrona de la ciutat de París. La seva festivitat litúrgica és el 3 de gener.

## Hagiografia

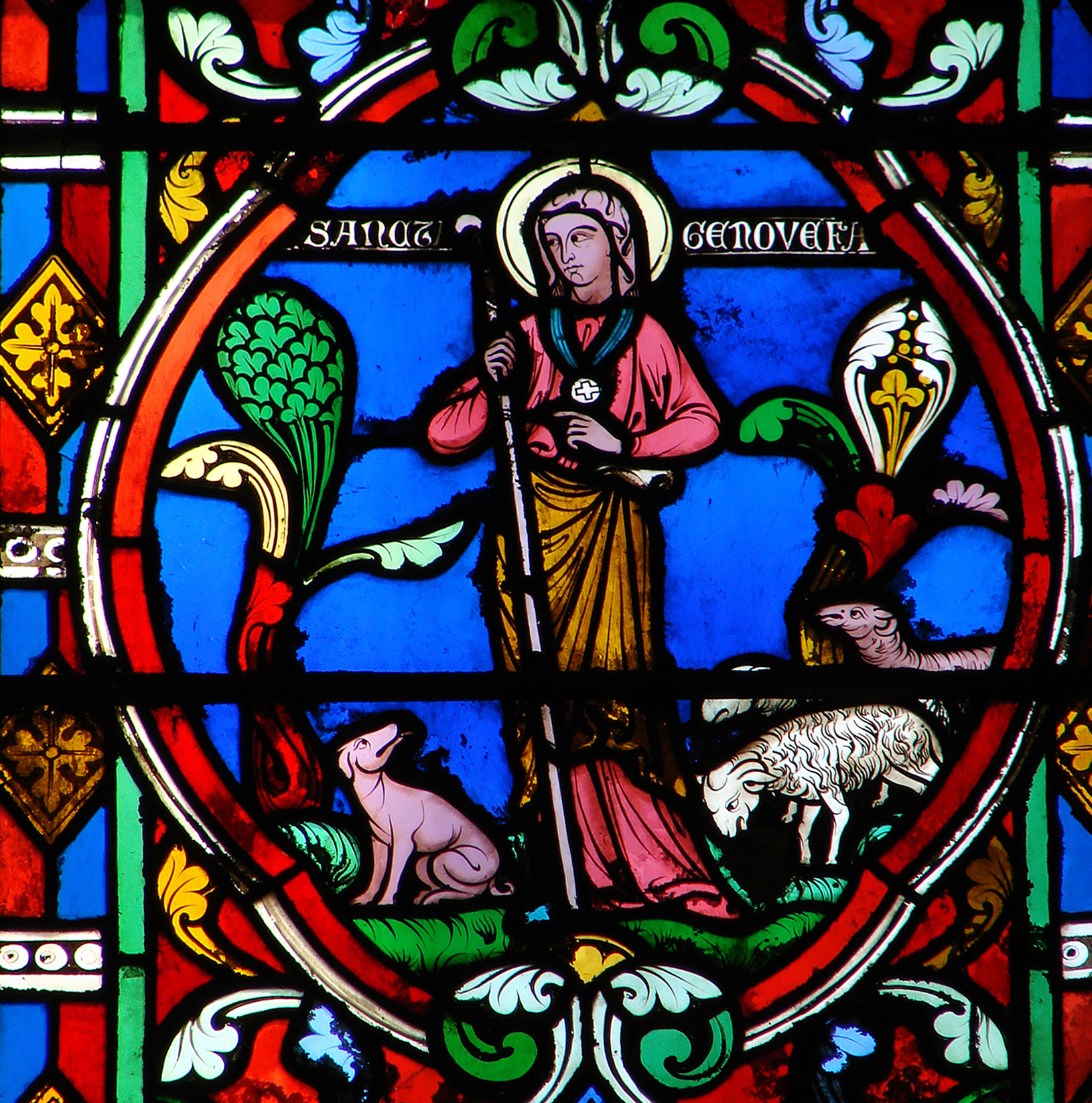
Vitrall gòtic a Meaux

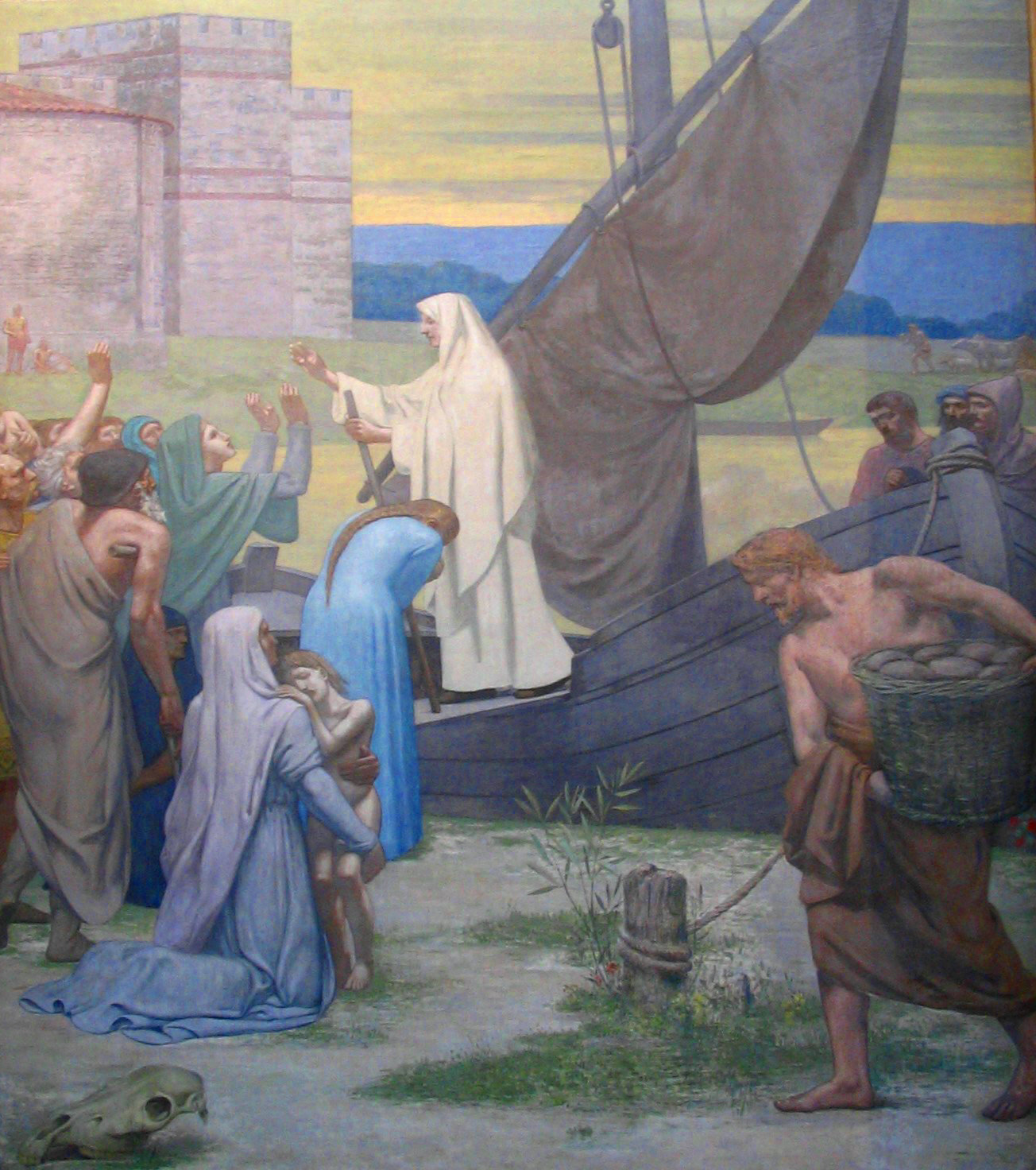
Fresc de Puvis de Chavannes al Panthéon de París, amb la santa portant gra i pa als assetjats de París

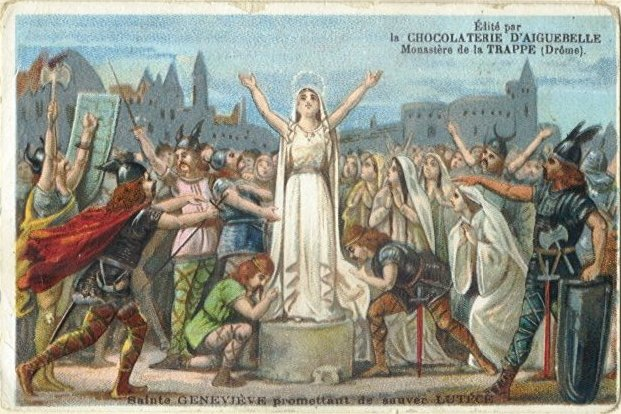
Crom de començament del, amb la santa demanant la protecció de Lutècia

Les fonts per a la vida de la santa barregen elements històrics i llegendaris que són difícils de destriar. La descriuen com una noia nascuda a Nanterre, de pare franc i mare gal·loromana, que va créixer a pagès dedicada al treball de la granja. Un dia, els sants Germà d'Auxerre i Llop de Troyes van passar per Nanterre i Genoveva li confià el seu desig de lliurar la seva vida a Déu. El bisbe l'encoratjà que, quan fes quinze anys, es fes monja.
Quan els seus pares van morir, anà a viure amb la seva padrina Lutetia a París La jove destacava per la seva pietat i devoció per les obres de caritat i la mortificació i penitència que feia, i que va continuar durant anys. Va escollir de refusar el matrimoni i viure casta. Tenia episodis de visions i profecies, que van fer que alguns veïns volguessin matar-la ofegant-la, creient que eren obra d'un mal esperit. Protegida per Germà, va iniciar la seva vida religiosa.
Va fer erigir una capella sobre el sepulcre del bisbe Dionís de París. El 451, les tropes d'Àtila i els huns s'apropaven a París i la població estava terroritzada i volia abandonar la ciutat fugint del que creien una mort segura. Genoveva, amb l'ajut de Germà, va persuadir-los que no ho fessin i que esperessin a la ciutat i la defensessin, i els huns van marxar sense atacar-la. Es va dir que les pregàries de Genoveva havien fet que Àtila abandonés el seu objectiu i marxés cap a Orleans.
Durant el setge de París de 464, comandat per Khilderic I i que va durar cinc anys, Genoveva va traspassar les línies dels assetjadors en un grup d'onze vaixells, navegant pel Sena, fins a arribar a Troyes i tornant-hi portant gra per a la ciutat, que va repartir equitativament entre la població. També va demanar a Khilderic pel respecte als presoners de guerra, aconseguint-lo, ja que la considerava un ésser diví. Després, Clodoveu I va alliberar els captius castigant els que els havien fet mal, com Genoveva li havia dit que fes i el 496 es va convertir al cristianisme, essent batejat per sant Remigi de Reims.
Genoveva s'havia retirat a una ermita a un turó, el Mons Lucotitius (avui la Montagne Sainte-Geneviève), on feia vida eremítica de gran austeritat, sense sortir-ne entre l'Epifania i el Dijous Sant. Hi va morir el 502, amb gairebé noranta anys, el 3 de gener, essent-hi sebollida. Al costat seu, van ésser també enterrats Clodoveu i la reina Clotilde de Borgonya.

## Veneració
Els miracles al voltant de la seva tomba es van succeir i Genoveva va ser canonitzada, i en 520 l'església va ésser-li dedicada amb el nom de Sainte-Geneviève-du-Mont. Al costat s'aixecà una abadia benedictina, important centre cultural durant l'Edat mitjana. Al segle xviii, una nova església s'hi edificà, projectada per Jacques-Germain Soufflot, en estil neoclàssic. Durant la Revolució francesa, les restes de la santa van ser profanades, cremades i llençades al Sena en 1793, i l'església va ser dessacralitzada i convertida en el Panteó de París.
L'antiga abadia és avui el Lycée Henri IV, que conserva encara el campanar de l'antiga església. A la veïna església de Saint-Étienne-du-Mont, hi ha les relíquies conservades de la santa i el cenotafi amb una reproducció del sarcòfag destruït durant la revolució.

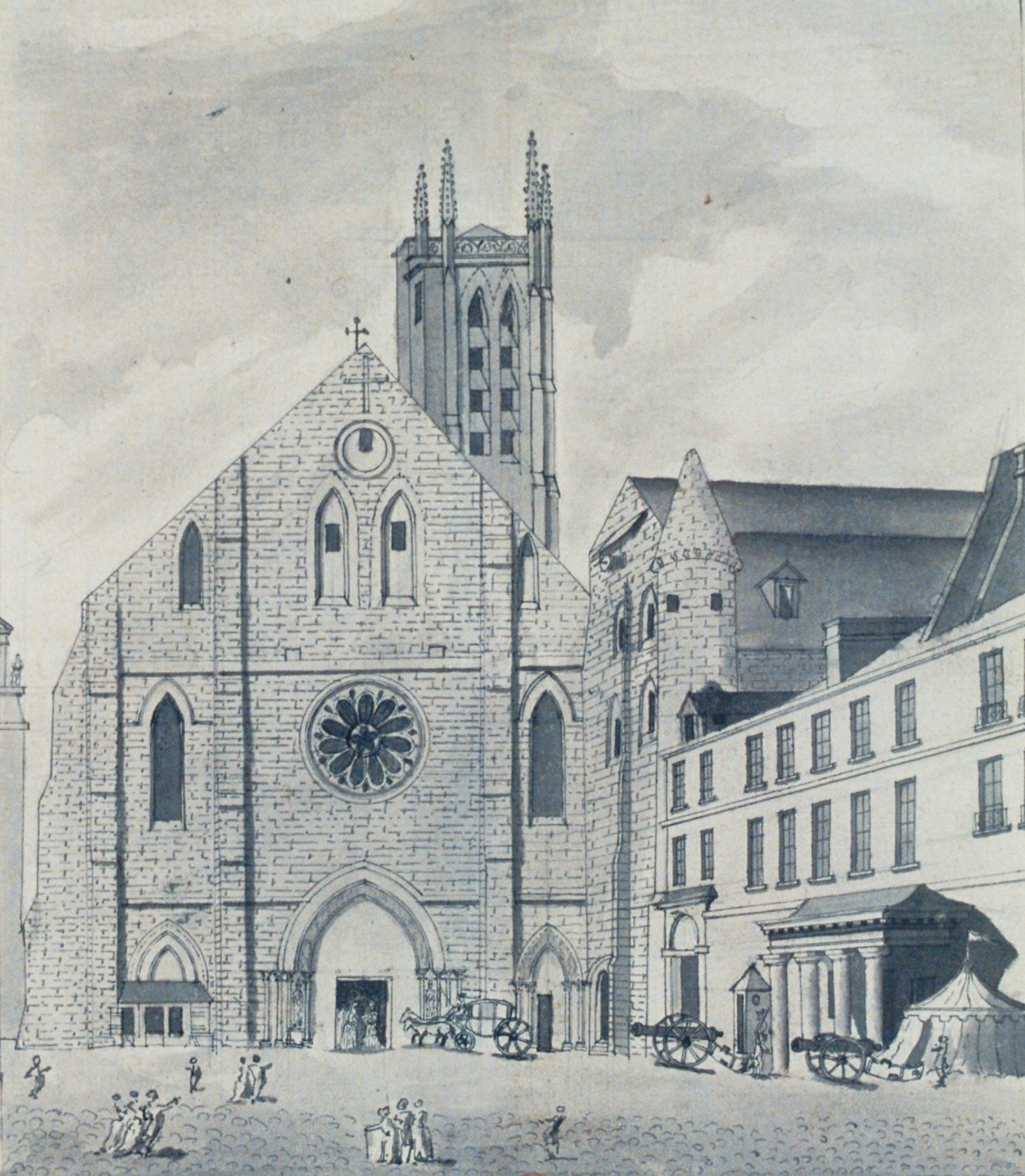
Façana de l'antiga abadia de Sainte-Geneviève de París, tal com va ser fins a mitjan segle xviii.
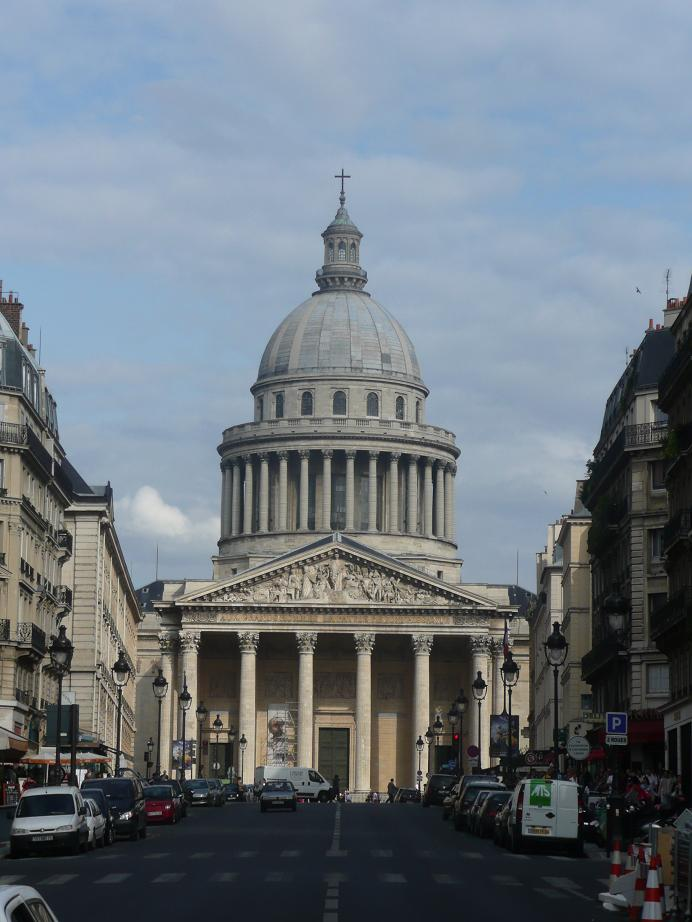
El Panteó de París, antiga església de Santa Genoveva
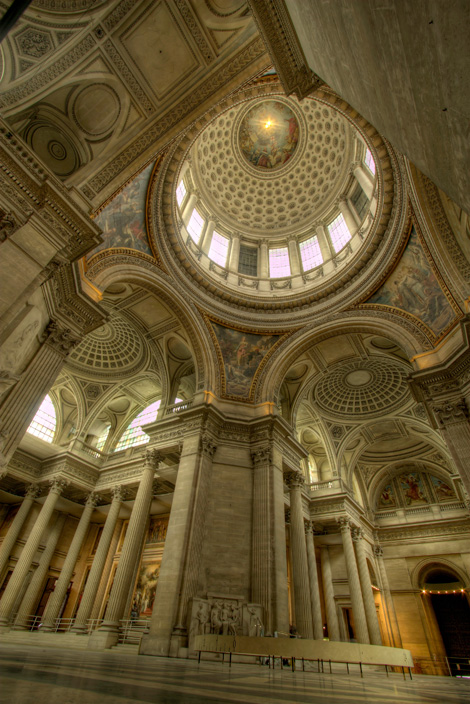
Interior del Panteó de París
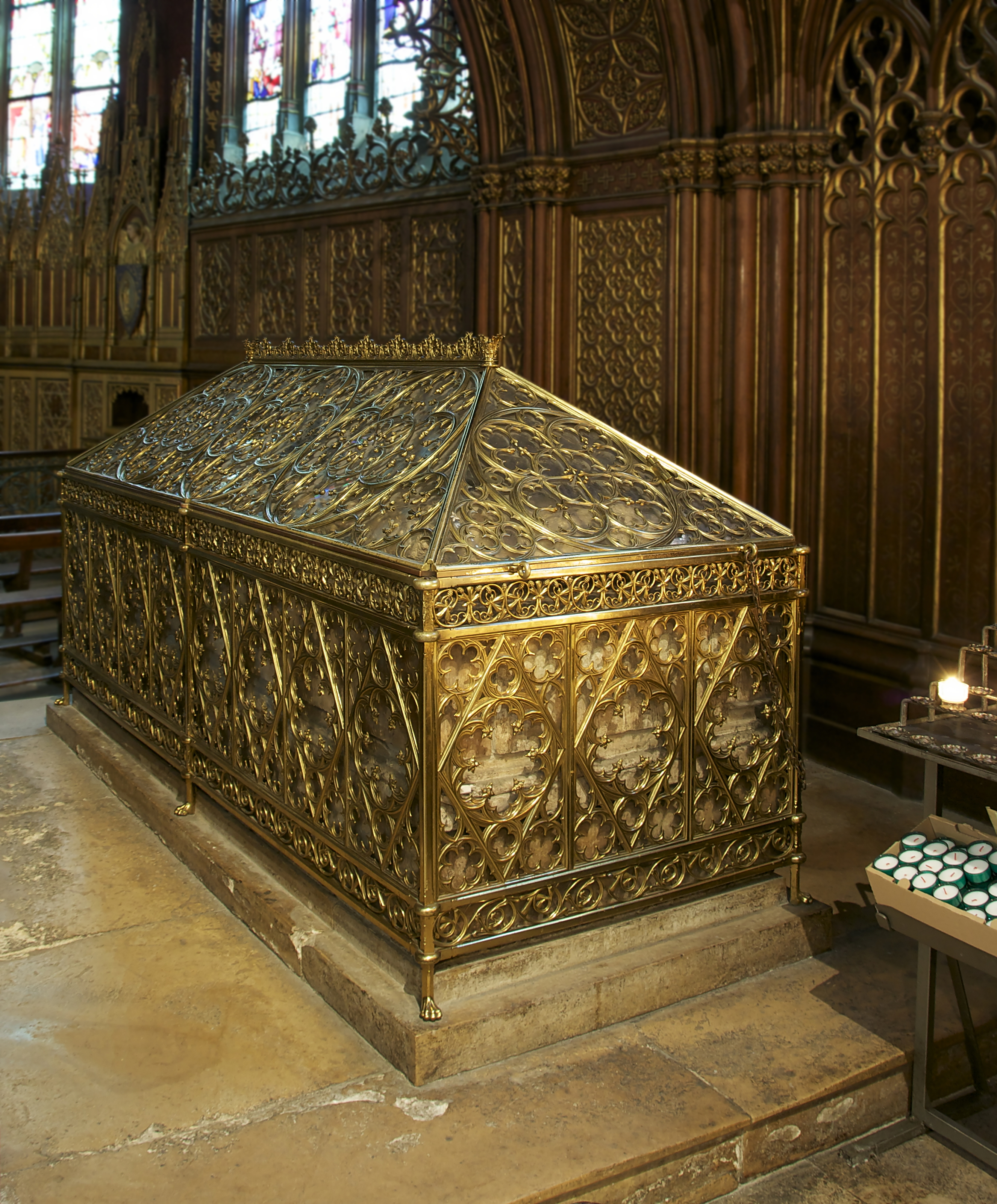
Sarcòfag buit de la santa a l'església de Saint-Étienne-du-Mont (París)

### Devoció a Catalunya
Tot i tenir molt poca devoció a Catalunya, fou patrona secundària (el principal era sant Onofre) dels cerers i ciriers, invocada especialment pels que feien exvots de cera representant mans, caps, peus i altres parts del cos. Existeix una auca de la seva vida de la segona meitat del segle xix, diu Joan Amades, però probablement, més que prova de la seva devoció, ho és de la influència francesa de l'època.